# Someday My Prince Will Come (musikalbum av Miles Davis)
Someday My Prince Will Come är ett musikalbum från 1961 med Miles Davis. Albumet återutgavs ut på cd 1999 med två bonusspår.

## Låtlista
1. Someday My Prince Will Come (Frank Churchill/Larry Morey) – 9:06
2. Old Folks (Willard Robison/Dedette Lee Hill) – 5:17
3. Pfrancing (Miles Davis) – 8:34
4. Drad Dog (Miles Davis) – 4:51
5. Teo (Miles Davis) – 9:36
6. I Thought About You (Jimmy Van Heusen/Johnny Mercer) – 4:55

Bonusspår på cd-utgåvan från 1999
1. Blues No. 2 (Miles Davis) – 7:09
2. Someday My Prince Will Come [alternate take] – 5:34

## Medverkande
- Miles Davis – trumpet
- Hank Mobley – tenorsaxofon (spår 1–4, 6–8)
- John Coltrane – tenorsaxofon (spår 1 och 5)
- Wynton Kelly – piano
- Paul Chambers – bas
- Jimmy Cobb – trummor
- Philly Joe Jones – trummor (spår 7)